# Lendum
Lendum ligger i det nordlige Jylland i Vendsyssel og er en lille by med 491 indbyggere  (2024), beliggende i Lendum Sogn. Byen hører til Hjørring Kommune og ligger i Region Nordjylland.
Byen har et idrætscenter, Dagli'Brugs og en skole med undervisning fra 0. - 6. klasse og SFO. Der er en integreret daginstitution med pasning for børn fra 2 år og 10 måneder og frem til skolestart.
Uden for byen ligger herregården Lengsholm.
Lendum har været ramt af en usædvanlig mængde nedbør.
I oktober 2014 faldt 104,4 mm på et meteorologisk døgn og den 16. september 1994 faldt 126,2 mm regn.
De 104,4 mm i 2014 var dansk oktoberrekord.